# Teinostachyum
Genre
Synonymes
- Cephalostachyum Munro[2]
- Dendrochloa C. E. Parkinson[2]
- Leptocanna L.C.Chia & H.L.Fung[2]
- Schizostachyum Nees (préféré par BioLib)[2]
- Schleropelta Buckley[2]
- Stapletonia P.Singh, S.S.Dash & P.Kumari[2]
- Teinostachyum Munro[2]

Teinostachyum est un genre de plantes monocotylédones de la famille des Poaceae (graminées), sous-famille des Bambusoideae qui comprend une dizaine d'espèces.
Certains auteurs incluent ce genre dans Schizostachyum.

## Étymologie
Le nom générique « Teinostachyum » dérive de deux racines grecques :  τείνω (teino), « étiré », et στάχυς (stachys), « épi ». Ce nom forgé par William Munro fait référence aux épillets longs et étroits.

## Liste d'espèces
Selon Tropicos (13 juin 2018) (Attention liste brute contenant possiblement des synonymes) :
- Teinostachyum attenuatum (Thwaites) Munro
- Teinostachyum beddomei C.E.C. Fisch.
- Teinostachyum dullooa Gamble
- Teinostachyum griffithii Munro
- Teinostachyum helferi (Munro) Gamble
- Teinostachyum maculatum Trimen
- Teinostachyum schizostachyoides Kurz
- Teinostachyum wightii (Munro) Bedd.